# Большой удобный диван
Большой удобный диван (англ. The Big Comfy Couch) — канадский комедийный телесериал. Премьера сериала состоялась в Канаде 2 марта 1992 года на канале Treehouse до 1996 года и на Treehouse с 2002 по 2006 год.

## Сюжет
Лоонетте — маленькая девочка-клоун и её лучшая подруга Молли Кукла живут вместе на Big Comfy Couch и наслаждаются всеми дикими и дурацкими сокровищами, найденными под подушками.

## Роли озвучивали
- Алисон Курт — Лоонетте
- Рамона Гилмор-Дарлинг — Лоонетте
- Боб Штутт — Молли
- Боб Штутт — Фуззи
- Роберт Миллс — Вуззи
- Фред Стинсон — Анды Фолей
- Яны Лаузон — Жим Фолей
- Яцкие Харрис — Элиэн Фолей
- Сузанне Мерриам — Элиэн Фолей
- Гриндл Кучирка — Гарбанзо
- Боб Штутт — Снисклэфритц
- Фред Стинсон — Бэдхэд
- Раборах Йохансон — Макассар
- Жары Фармер — Воблы
- Эдвард Кнусклес — Честер

## Список серий
Сезон 1
Эпизод 1: Пирог в небе (Pie in the Sky)